# Aurica Bărăscu
Aurica Chiriţă-Bărăscu (Nicorești, 21 september 1974) is een Roemeens voormalig roeister. Bărăscu maakte haar debuut tijdens de wereldkampioenschappen roeien 1997 met een tiende plaats. Zij werd in 1999 wereldkampioen in de acht. Een jaar later tijdens haar olympische debuut behaalde ze een tiende plaats in de dubbel-vier. Vier jaar later behaalde zij haar grootste succes met het winnen van olympisch goud in de acht tijdens de Olympische Zomerspelen 2004.

## Resultaten
- Wereldkampioenschappen roeien 1997 in Meer van Aiguebelette 10e in de dubbel-vier
- Wereldkampioenschappen roeien 1999 in St. Catharines  in de acht
- Olympische Zomerspelen 2000 in Sydney 9e in de dubbel-vier
- Wereldkampioenschappen roeien 2000 in Zagreb  in de vier-zonder
- Wereldkampioenschappen roeien 2001 in Luzern  in de acht
- Wereldkampioenschappen roeien 2002 in Sevilla 11e in de dubbel-twee
- Wereldkampioenschappen roeien 2002 in Sevilla 4e in de acht
- Wereldkampioenschappen roeien 2003 in Milaan 8e in de dubbel-twee
- Wereldkampioenschappen roeien 2003 in Milaan  in de acht
- Olympische Zomerspelen 2004 in Athene  in de acht
- Wereldkampioenschappen roeien 2007 in München  in de acht

1976: Goretzki & Knetsch & Richter & Ahrenholz & Kallies & Ebert & Lehmann & Müller & Wilke ·
1980: Boesler & Neisser & Köpke & Schütz & Kühn & Richter & Sandig & Metze & Wilke ·
1984: O'Steen & Metcalf & Bower & Graves & Flanagan & Norelius & Thorsness & Keeler & Beard ·
1988: Strauch & Zeidler & Haacker & Wild & Kluge & Schröer & Balthasar & Stange & Neunast ·
1992: Barnes & Taylor & Delehanty & Crawford & McBean & Worthington & Monroe & Heddle & Thompson ·
1996: Tănase & Cochelea & Gafencu & Spîrcu & Olteanu & Lipă & Popescu & Ignat & Georgescu ·
2000: Damian & Susanu & Olteanu & Cochelea & Dumitrache & Lipă & Gafencu & Ignat & Georgescu ·
2004: Florea & Susanu & Bărăscu & Papuc & Gafencu & Lipă & Damian & Ignat & Georgescu ·
2008: Cafaro & Cummins & Davies & Francia & Goodale & Lind & Logan & Shoop & Whipple ·
2012: Cafaro & Francia & Lofgren & Ritzel, Musnicki & Logan & Lind, Davies & Whipple ·
2016: Elmore & Gobbo & Logan & Musnicki, Polk & Regan & Schmetterling & Simmonds & Snyder ·
2020: Roman & Gruchalla-Wesierski & Roper & Proske & Grainger & Mailey & Payne & Wasteneys & Kit ·
2024: Rusu & Anghel & Bodnar & Lehaci & Adam & Bereș & Vrînceanu & Radiș & Petreanu